# Chlamydocarya
Chlamydocarya es un género de plantas  perteneciente a la familia Icacinaceae. Comprende 13 especies descritas y de estas, solo 7 aceptadas.

## Taxonomía
El género fue descrito por Henri Ernest Baillon y publicado en Adansonia 10: 276. 1872.

## Especies aceptadas
A continuación se brinda un listado de las especies del género Chlamydocarya aceptadas hasta septiembre de 2014, ordenadas alfabéticamente. Para cada una se indica el nombre binomial seguido del autor. abreviado según las convenciones y usos.	
- Chlamydocarya anhydathoda Villiers
- Chlamydocarya gossweileri Exell
- Chlamydocarya klaineana Pierre
- Chlamydocarya macrocarpa A.Chev.
- Chlamydocarya rostrata Bullock
- Chlamydocarya soyauxii Engl.
- Chlamydocarya thomsoniana Baill.